# Mariene ecoregio Noordelijke Golf van Mexico
De Mariene ecoregio Noordelijke Golf van Mexico (43) (Engels: Northern Gulf of Mexico marine ecoregion) is een biogeografische regio en ligt in het westen van de Atlantische Oceaan in de Mariene provincie Warme Gematigde Noordwestelijke Atlantische Oceaan (6) in het Marien rijk Gematigde Noordelijke Atlantische Oceaan. De mariene ecoregio is vastgesteld door het World Wide Fund for Nature en The Nature Conservancy en is vernoemd naar de Golf van Mexico.
In het zuidoosten grenst het gebied aan de mariene ecoregio Florida (70) en in het zuiden aan de mariene ecoregio Zuidelijke Golf van Mexico (69).

## Geografie
De mariene ecoregio ligt in het westen van de Atlantische Oceaan voor een stuk oostkust in het noordoosten van Mexico en voor de zuidkust van de Verenigde Staten met de staten Texas, Louisiana, Mississippi, Alabama en Florida. Het gebied strekt zich uit van Clearwater ten noorden van de Tampabaai in Florida tot aan de kust bij de Mexicaanse plaats Soto la Marina en omvat tevens de diverse baaien en inhammen van deze kust.
Door het gebied stroomt de loop current.

## Biogeografie
Het gebied kent zeeleven dat houdt van gematigde temperaturen.